# جربارة بيضاء الأوبار
جربارة بيضاء الأوبار (الاسم العلمي:Gerbera leucothrix) هي نوع من النباتات تتبع جنس الجربارة من الفصيلة النجمية.